# Saint-Jean-de-Marsacq
Saint-Jean-de-Marsacq – miejscowość i gmina we Francji, w regionie Nowa Akwitania, w departamencie Landy.
Według danych na rok 1990 gminę zamieszkiwały 793 osoby, a gęstość zaludnienia wynosiła 30 osób/km² (wśród 2290 gmin Akwitanii Saint-Jean-de-Marsacq plasuje się na 522. miejscu pod względem liczby ludności, natomiast pod względem powierzchni na miejscu 341.).